# Raymond Dalmau
Raymond Dalmau Pérez, né le 27 octobre 1948, à San Juan, à Porto Rico, est un joueur et entraîneur portoricain de basket-ball. Il évolue durant sa carrière au poste d'ailier fort. Il est le père de Christian, Richie et Ricardo Dalmau.

## Palmarès
Joueur
- Champion des Amériques 1980
- Finaliste des Jeux panaméricains de 1971 et 1975

Entraîneur
- Champion des Amériques 1989
- Vainqueur des Jeux panaméricains de 1991